# Palazzo Cerri Balleani

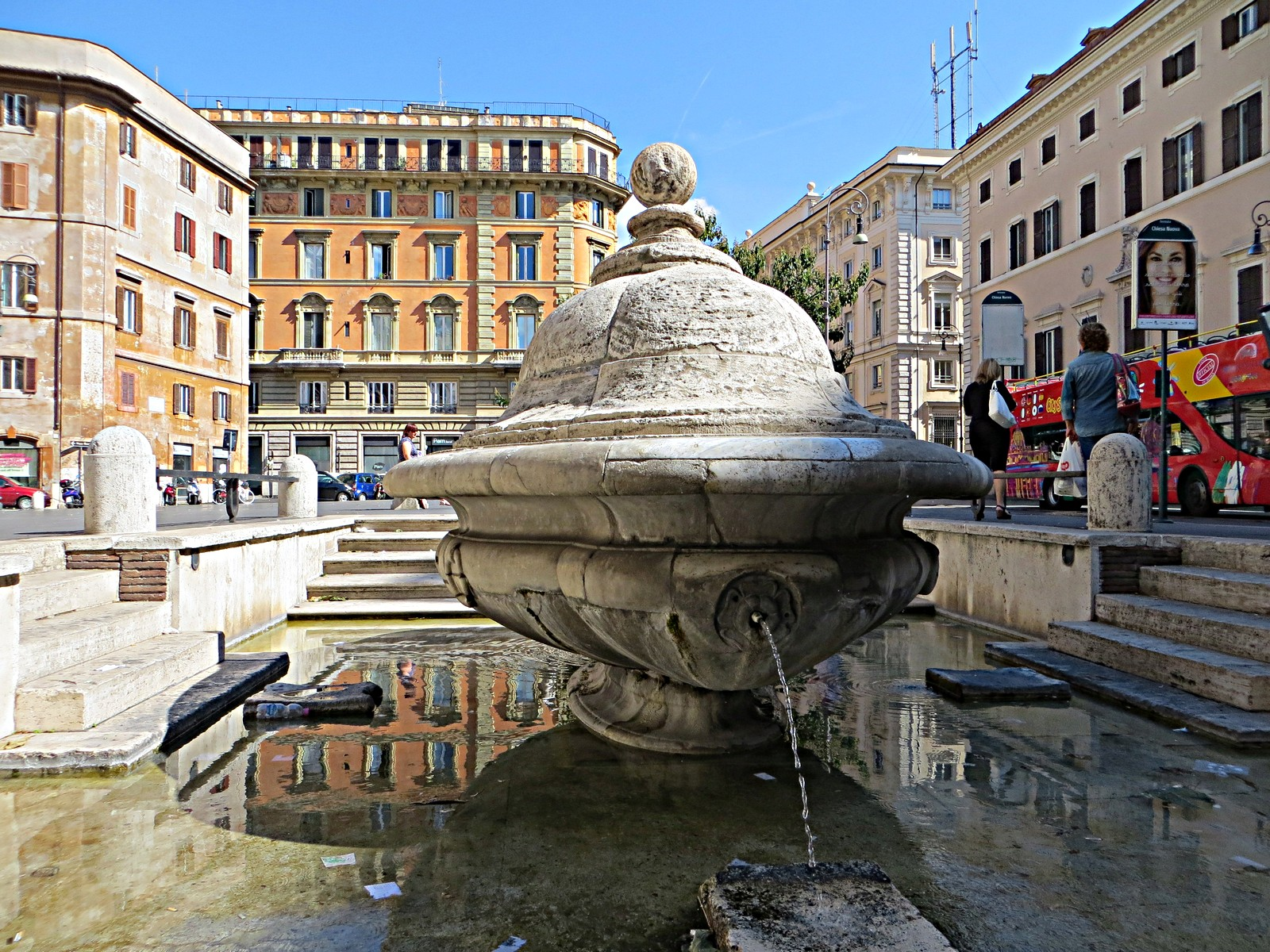
Nesta imagem da Piazza della Chiesa Nuova, o Palazzo Cerri é o primeiro edifício à direita. Em primeiro plano, a Fontana della Terrina.

Palazzo Cerri Balleani, conhecido também apenas como Palazzo Cerri ou Palazzo Balleani, é um palácio barroco localizado no quarteirão delimitado pela Via Larga, onde está a fachada principal, a Via del Pellegrino, a Via Cerri e o Corso Vittorio Emanuele II (altura do nº 244), no rione Parione de Roma.

## História
O edifício foi construído na primeira do século XVII com base num projeto de Francesco Peparelli para a família Cerri, oriunda de Pávia, mas que já vivia entre Acquapendente e Roma desde essa mesma época e cujo membro mais importante foi o cardeal Carlo Cerri (1610–1690). No século seguinte, a propriedade passou para os marqueses Caucci, oriundos de Nápoles e residentes em Roma desde o século XV. Viveram ali um certo Giovanni Battista, conservador no Capitólio, e o marquês Lorenzo, que foi prior dos caporiones em 1805. Na primeira metade do século XIX, o edifício foi vendido aos Guglielmi, originários de Jesi e condes de Balleani. Depois da unificação da Itália (1870), o palácio foi adquirido pelo governo italiano e acabou reconstruído durante as obras de abertura do Corso Vittorio Emanuele II em 1888: na prática, a fachada naquela posição, de frente para a igreja de Santa Maria della Vallicella na Piazza della Chiesa Nuova, foi demolida e reconstruída mais para trás em estilo similar ao original. Assim como o vizinho Palazzo Sora, o edifício perdeu quase metade de seu tamanho original por conta destas obras.

## Descrição
A via onde está a fachada principal do palácio é chamada "Larga" por que, quando foi aberta em 1627 por ordem dos padres filipinos do vizinho Oratorio dei Filippini, era a mais larga de toda a região. Atualmente não passa de uma viela por causa das obras supracitadas. O edifício se apresenta em três pisos, dos quais o último é um mezzanino, com janelas arquitravadas no primeiro e apenas emolduradas nos outros dois. A bela decoração dos cantos, em silhares rusticados, vai do chão ao beiral, que é sustentado por mísulas e decorado com folhagens, estrelas, abelhas e uma árvore arrancada, elementos heráldicos do brasão dos Cerri.
Nesta fachada da Via Larga se abre o portal original, com sua arquitrave decorada com festões e mascarões entre mísulas que sustentam uma varanda logo acima, protegida por uma balaustrada de mármore. Acima dele está um pequeno balcão com parapeito em ferro forjado sob o qual está uma rica decoração representando um busto feminino entre folhagens. A fachada no Corso Vittorio Emanuele II se abre também no piso térreo num portal arquitravado encimado por uma varanda com balaustrada em mármore assentado sobre mísulas e flanqueado por por quatro janelas laterais arquitravadas e gradeadas. Acima da porta-janela da varanda está um grande brasão de Saboia, pois o edifício hospedou o Conselho de Estado e a Direção-geral dos Cárceres do Reino da Itália. Atualmente o palácio abriga as instalações de algumas faculdades da Universidade de Roma La Sapienza.